# Veli Kavlak
Veli Kavlak (Wenen, 3 november 1988) is een Oostenrijks-Turks voormalig voetballer die bij voorkeur als centrale middenvelder speelde. Hij kwam uit voor Rapid Wien en Beşiktaş JK en speelde 31 interlands voor het Oostenrijks voetbalelftal.

## Clubcarrière
Kavlak speelde negen jaar in de jeugd van Rapid Wien. Daarvoor speelde hij bij Post SV Wien. Hij maakte zijn debuut in het betaald voetbal op 22 mei 2005 tegen SV Wüstenrot Salzburg. Hij was toen met 16 jaar, 6 maanden en 19 dagen de jongste debutant ooit in de Oostenrijkse Bundesliga. Daarmee verbrak hij het record van Andreas Ivanschitz. In zeven seizoenen speelde Kavlak 146 wedstrijden voor Rapid Wien. Daarin kwam hij tot 13 doelpunten. In juli 2011 werd hij voor een transfersom van 750.000 euro verkocht aan Beşiktaş JK. Op zijn positie ging hij concurreren met Oğuzhan Özyakup en Manuel Fernandes. Op 10 september 2011 maakte Kavlak zijn debuut voor de club in de competitiewedstrijd tegen Eskisehirspor (2–1 verlies). Vanaf zijn eerste seizoen bij Beşiktaş maakte hij deel uit van het basiselftal, met in het seizoen 2011/12 33 gespeelde competitieduels en elf wedstrijden in de UEFA Europa League 2011/12. Op 2 november 2014 speelde Kavlak zijn honderdste wedstrijd in de Süper Lig; Fenerbahçe SK won met 0–2.

## Interlandcarrière
Kavlak debuteerde op zondag 24 maart 2007 voor het Oostenrijks voetbalelftal in de vriendschappelijke wedstrijd in Graz tegen Ghana (1-1). Hij viel in dat duel na 71 minuten in voor Roland Linz. Op 15 augustus 2012 maakte hij zijn eerste doelpunt voor Oostenrijk in een oefeninterland tegen Turkije. Oostenrijk won met 2–0. Hij heeft doorgaans een basisplaats en speelt afwisselend naast David Alaba of Julian Baumgartlinger als buffer voor de verdediging.
| 1 | 15 augustus 2012 | Oostenrijk – Turkije | 1 – 0 | 2 – 0 | Oefeninterland |

## Erelijst
Rapid Wien
- Bundesliga

2005, 2008
 Beşiktaş JK
- Süper Lig

2016, 2017